# Акбаров, Джамшед Давронович
Джамшед Давронович Акбаров (2 августа 1967, Душанбе, Таджикская ССР, СССР) — советский и таджикский футболист, полузащитник, нападающий.

## Биография
В 1975 году, когда Джамшед учился во втором классе, отец привел его в секцию футбола. Первый тренер — Сергей Оникович Авакян.
Затем Акбаров провёл два года в спортинтернате РОШИСПа, играл в сборной школьников республики. Участвовал во всесоюзных турнирах «Юность», «Надежда» и «Переправа». Поступил в институт физкультуры и затем перешёл в СКИФ, откуда в 1989 году тренер Сергей Сергеевич Андреев пригласил Акбарова в дубль «Памира». В основную команду не попал и вместе с Андреевым перешёл в «Ходжент», где провёл два года. Входил в пятерку лучших спортсменов года Ленинабадской области.
В 1992—1993 годах выступал за «Локомотив» Каган, клуб первой лиги чемпионата Узбекистана.
В январе 1994 тренер киевского «Динамо» Йожеф Сабо пригласил Акбарова на сборы. Джамшед в трёх товарищеских играх забил три мяча, но в команду не пробился. Отклонив предложение тренера московского «Динамо» Константина Бескова, перешёл в петербургский «Зенит» из первой лиги. Провёл за команду 10 матчей и в июле оказался в составе новосибирского «Чкаловца», с которым вышел в первую лигу, где провёл сезон-1995.
В 1996—2002 годах Акбаров выступал за различные клубы Узбекистана.
В конце 2002 года вернулся в Таджикистан, где играл за «Орион», СКА-«Памир» и «Панджшер». Некоторое время выступал за новгородский мини-футбольный клуб «Радуга» из второго дивизиона.
С 2007 года — тренер футбольной академии ФК «Машъал», Узбекистан.